# Inmaculada (Zurbarán, Barcelona)
La Inmaculada Concepción es una pintura del pintor extremeño, Francisco de Zurbarán (Fuente de Cantos, Badajoz 1598 - Madrid 1664). Está realizado en óleo sobre lienzo. Mide 252 cm de alto y 168 cm de ancho. Está firmado y fechado en 1632 y expuesto en el Museo Nacional de Arte de Cataluña.
Francisco de Zurbarán pintó numerosas Inmaculadas en defensa de este dogma del catolicismo, con representaciones poéticas de la Virgen como una joven muchacha.

## Documentación

### Historia
El cuadro fue pintado en 1632 poco antes de que el pintor decidiese marcharse a Madrid para colaborar en la decoración del Palacio del Buen Retiro.
No se conoce el motivo por el cual fue pintado ni su primer destino. La primera referencia lo sitúa en la colección de Pedro Aladro en Jerez en 1912. Posteriormente pasó a formar parte de la colección Domecq en la misma población. Después fue adquirido por la colección del bibliófilo Santiago Espona que la donó al Museo Nacional de Arte de Cataluña en 1958. 

### Tema
El Concilio de Trento estableció el pecado original como un dogma de fe y consagró la creencia de la Inmaculada Concepción aunque no hizo dogma de fe de ella. En España se creyó fervorosamente en esta doctrina y se celebra el 8 de diciembre como fiesta de obligado cumplimiento desde 1644. En aquellos tiempos la devoción por la Virgen María era enorme.
La Inmaculada Concepción presenta a la Virgen como el único ser mortal libre del pecado original. Este era un argumento doctrinal católico de larga tradición, muy representado en la pintura española del Siglo de Oro.
Este tema fue tratado por el pintor en diversas ocasiones. Zurbarán utilizaba el color rosado para la túnica de la Virgen hasta que Francisco Pacheco en 1649 escribió el canon estético para la tipología de la Inmaculada Concepción en el tratado Arte de la pintura. Pacheco seguía las indicaciones de Beatriz de Silva que había tenido una visión de la Virgen vestida de blanco y azul cielo en el año 1615. En 1636 se inició un proceso de beatificación para la monja Beatriz de Silva al hacer pública su visión.

## Análisis Formal

### Elementos plásticos
La iluminación del cuadro proviene de dos focos. Uno está situado tras la figura central y refuerza su majestuosa presencia. El otro se sitúa delante, en el ángulo superior izquierdo y sugiere el camino a seguir con la mirada. 

### Composición
El cuadro forma parte de las llamadas series verticales del artista. La obra se rige por una simetría axial muy del gusto de la época, donde cada elemento representado en un lateral tiene su equivalente en el lado contrario. La Virgen es el eje de simetría. Su figura rompe el perfecto equilibrio mirando la luz.
Se representa a María como "una muchachita sumida en éxtasis. La luz describe su faz y los planos y volúmenes de su figura, con una coloración que es, a un tiempo, suave y esplendorosa" (M. Olivar).
María aparece de pie sobre cinco querubines que ocupan la media luna. El collar mariano que luce la Virgen luce el anagrama A(ve) M(aría). Mientras tanto, una multitud de estrellas y ángeles se confunden entre las nubes en la aureola que rodea su cabeza.
Los ángeles de los laterales portan lirios y rosas que simbolizan atributos de pureza y tablas con inscripciones del "Cantar de los Cantares", un libro bíblico de un profundo valor místico y simbólico.
En los laterales inferiores aparecen dos colegiales y símbolos que se atribuyen al dogma mariano: el espejo sin mancha, la escalera de Jacob, la puerta del cielo y la luz de la mañana. 

### Estilo
Esta obra pertenece a la corriente pictórica conocida como Barroco español. Este fue un movimiento muy vinculado a las ideas de la Contrarreforma y en parte influenciado por cierta tendencia mística. El naturalismo de la obra es propio de la pintura contrarreformista
Combina Francisco de Zurbarán "el realismo con un sentimiento místico de inspiración jesuítica" (L. Monreal)
Zurbarán muestra la influencia de Caravaggio en la forma en que ilumina sus composiciones. Su estilo poco a poco asimilará elementos del manierismo italiano.